# Nanoclay
Nanoclay (còn gọi là nano khoáng sét) được cấu tạo từ các lớp mỏng, mỗi lớp có chiều dày từ một đến vài nanomét, còn chiều dài từ vài trăm đến vài nghìn nanomet. Loại nanoclay đầu tiên được tìm thấy trên thế giới là montmorillonit (ở Montmorillon, Pháp, năm 1874).
Montmorillonit (viết tắt là MMT) thuộc nhóm smectit, cùng với các loại khoáng khác như cao lanh, palygorskit, sepiolit,... là những loại khoáng quan trọng trong công nghiệp. Khoáng Smectite thường được gọi bằng cái tên bentonit, đây là tên một loại đá chứa chủ yếu loại khoáng này.
Smectite là họ các khoáng trong đó bao gồm hai loại quan trọng nhất:
- Natri montmorillonit
- Calci montmorillonit

## Cấu trúc

Cấu trúc lý tưởng của nanoclay montmorillonit

Năm 1933, U. Hoffman, K. Endell và D. Wilm công bố cấu trúc tinh thể lý tưởng của montmorillonit. Cấu trúc này bao gồm 2 tấm tứ diện chứa silic và 1 tấm bát diện chứa nhôm hoặc magiê bị kẹp giữa 2 tấm tứ diện. Các tấm này có chung các nguyên tử oxy ở đỉnh. 
Độ dày của mỗi lớp clay khoảng 9,6Å. Khoảng cách giữa hai lớp sét bằng tổng độ dài của chiều dày một lớp nanoclay với khoảng cách giữa hai lớp nanoclay được gọi là khoảng cách cơ bản (gọi tắt là khoảng cách d). Độ dày tinh thể từ 300Å đến vài μm hoặc lớn hơn, tuỳ thuộc loại silicat.
Công thức chung của MMT có dạng Mx(Al4-x–Mgx)Si8O20(OH)4. Trong đó M là cation đơn hoá trị, x là mức độ thế x = 0,5 ÷ 1,3.
Mặc dù trong cấu trúc của chúng đều có các cấu trúc tứ diện và bát diện sắp xếp thành từng lớp nhưng tuỳ thuộc vào cấu trúc và thành phần mà các khoáng này có tính chất vật lý và hoá học khác nhau.
Sự sắp xếp và thành phần của cấu trúc tứ diện hay bát diện quyết định đến tính chất của sét. Kích thước, hình dạng, phân bố hạt cũng là những tính chất vật lý quan trọng, các ứng dụng cụ thể đều phải căn cứ vào những tính chất này. Ngoài ra, những đặc tính quan trọng khác như hoá học bề mặt, diện tích và điện tích bề mặt cũng ảnh hưởng đến tính chất của vật liệu.[1]
Do khả năng thay thế đồng hình của Si4+ cho Al3+ ở tấm tứ diện và của Al3+ cho Mg2+ hoặc Fe2+ ở tấm bát diện nên giữa các lớp nanoclay có điện tích âm. Các điện tích âm này được trung hòa bởi các cation kim loại kiềm hoặc kiềm thổ như Ca2+ và Na+ ở giữa các lớp sét. Ngoài ra, do nanoclay có tính ưa nước cao, giữa các lớp nanoclay thường có các nguyên tử nước. Các lớp nanoclay được liên kết với nhau bằng lực Van der Waals. Các lớp clay có điện tích không giống nhau nên trong tính toán phải lấy giá trị điện tích trung bình của toàn bộ tinh thể.[11]

## Một số thông số vật lý của nanoclay
- Khối lượng phân tử (g/mol)	540,46
- Tỷ trọng trung bình (g/cm3)	2,35
- Hệ tinh thể	Monoclinic
- Độ cứng Mohs ở 200C	1,5 – 2,0
- Màu sắc	trắng, vàng
- Đặc tính 	Tinh thể trương lên nhiều lần khi hấp thụ nước

Một số tài liệu công bố thành phần hoá học của nanoclay có: Al = 9,98%, Si = 20,78%, H = 4,10% and O = 65,12%.
Ngoài Montmorillonite thì hectorit và saponit cũng là những loại vật liệu silicat dạng lớp thông dụng và chúng đều có cấu trúc giống như trên. Bảng 2 dưới đây cho biết công thức hoá học và một số đặc trưng của chúng. [2, 7]
Công thức hoá học và một số đặc trưng của ba loại silicat dạng lớp thông dụng
Loại chất	Công thức hoá học	CEC (meq/100g)	Chiều dài hạt (nm)
Montmorillonite	Mx(Al4-xMgx)Si8O20(OH)4	110	100÷150
Hectorit	Mx(Mg6-xLix)Si8O20(OH)4	120	200÷300
Saponit	MxMg6(Si8-xAlx)Si8O20(OH)4	86,6	50÷60
Ghi chú: 
M: cation hoá trị I
x: mức độ thế đồng hình (tù 0,5÷1,3)
CEC: khả năng trao đổi cation.

## Biến tính nanoclay
Nanoclay là chất vô cơ, có tính ưa nước. Trong khi nền polyme để chế tạo vật liệu nanocompozit là các chất hữu cơ và thường có tính kỵ nước. Do vậy, nanoclay rất khó trộn hợp với polyme. Để tăng sự tương hợp giữa nanoclay và polyme thì người ta phải biến tính nanoclay. 
Có một số phương pháp (kỹ thuật) dùng để biến tính nanoclay, trong đó thông dụng nhất là phương pháp trao đổi ion.

### Phương pháp trao đổi ion
Như đã nói ở trên, lực liên kết giữa các lớp clay là lực liên kết Van der Waals. Đây là một loại lực liên kết vật lý, có năng lượng liên kết rất nhỏ. Do đó sự gắn kết các lớp sét với nhau là rất kém nên các phân tử khác có thể xen vào khoảng giữa các lớp sét đó một cách khá dễ dàng.
Để làm cho MMT trở nên kị nước, tương hợp tốt với polyme, các cation ở khoảng giữa các lớp clay được thay thế bằng các chất hoạt động bề mặt cation như ankyl amoni hay ankyl phosphat. Các cation có thể thay thế thông dụng nhất là Na+, Ca2+¬, Mg2+, H+, K+ và NH4+. Quá trình thay thế xảy ra như sau:
- Khi biến tính bằng các chất hoạt động bề mặt cation thì đầu mang điện dương hướng về phía các mặt sét (do tương tác điện Culông) còn các mạch ankyl hướng ra ngoài.

Ở đây ta quan tâm đến một đại lượng được sử dụng khá nhiều khi khảo sát quá trình trao đổi cation là CEC (khả năng trao đổi cation) của clay. Đó là số cation lớn nhất có thể trao đổi, là hằng số đối với từng loại sét cụ thể. Nó được tính bằng mili đương lượng cho 1 gam (meq/g) hoặc thông dụng hơn là mili đương lượng cho 100 gam (meq/100g). Trong hệ đơn vị SI thì đơn vị đặc trưng cho khả năng này là Culong/gam (C/g), 1meq = 96,5 C/g. Khả năng trao đổi cation được hiển thị ở pH = 7. Khả năng trao đổi cation của montmorillonit nằm trong khoảng 80 ÷ 150 meq/g.
- Sau khi biến tính hữu cơ, bề mặt sét trở nên kị nước một phần, năng lượng bề mặt của nó giảm nên tương hợp với các polyme hữu cơ. Kích thước của nhóm ankyl càng lớn thì tính kỵ nước của clay càng cao và khoảng cách giữa các lớp nanoclay càng tăng.

Sự sắp xếp mạch ankyl trong khoảng giữa các lớp sét phụ thuộc vào 2 yếu tố là mật độ điện tích của sét và loại chất hoạt động bề mặt. Mạch ankyl càng dài, mật độ điện tích của sét càng lớn thì khoảng cách d càng lớn.
- Mạch ankyl có thể sắp xếp song song với bề mặt sét tạo nên cấu trúc đơn lớp (khi mạch ankyl ngắn), hai lớp (khi mạch ankyl trung bình), hoặc giả ba lớp (khi mạch ankyl dài) (Hình 3). Tuy nhiên mạch ankyl cũng có thể không nằm song song mà lại nằm chéo so với bề mặt clay, khi đó tạo ra cấu trúc paraffin. Cấu trúc paraffin cũng có thể đơn lớp hoặc hai lớp (Hình 4).Khi mật độ điện tích clay cao và chất hoạt động bề mặt có kích thước lớn thường tạo thành dạng 2 lớp giống chất lỏng. Với dạng đơn lớp, hai lớp, giả ba lớp, khoảng cách cơ sở giữa các lớp clay tương ứng là d = 13,2; 18,0; 22,7Å thể hiện sự sắp xếp không trật tự, giống chất lỏng. Với dạng praffin, thì sự sắp xếp có trật tự hơn, các mạch ankyl không nằm song song với các mặt clay nữa mà nằm chéo với các ion dương ở vị trí đối nhau.

Thông qua nghiên cứu thực nghiệm bằng phương pháp FTIR, Vaia và các cộng sự đã đưa ra mô tả chân thực, chính xác hơn về sự sắp xếp mạch ankyl trong nanoclay biến tính (Hình 5). [2]
Một số chất biến tính nanoclay theo cơ chế trao đổi ion
Chất đầu tiên được dùng để biến tính nanoclay trong công nghệ chế tạo vật liệu nanocompozit là amino acid. Nhưng nhóm chất phổ biến nhất là các ion ankyl amoni, do chúng có khả năng trao đổi dễ dàng với các ion nằm giữa các lớp clay.
- amino acid:

amino acid là những phân tử có chứa cả nhóm amino (NH2) mang tính base và nhóm cacboxylic (COOH) mang tính axit. Trong môi trường axit, một proton của nhóm COOH chuyển sang nhóm NH2- tạo thành NH3+. Lúc này có sự trao đổi cation giữa NH3+ và các cation tồn tại ở giữa các lớp clay (như Na+, K+) làm cho clay có tính ưa dầu. [4]
Trong công trình nghiên cứu chế tạo vật liệu nanocompozit trên cơ sở polyamit 6 và nanoclay của nhóm các nhà khoa học thuộc tập đoàn Toyota, loại ω-amino acid đã được sử dụng thành công để biến tính nanoclay [9].
- Ion ankyl amino

Montmorillonit sau khi trao đổi cation với các ion ankyl amoni mạch dài thì có thể phân tán được trong các chất lỏng hữu cơ phân cực tạo nên cấu trúc gel.
Tính chất này được phát hiện bởi Jordan và Weiss. Các ion ankyl amino có thể xen vào giữa các lớp sét một cách dễ dàng tạo ra amino acid để tổng hợp nên nanocompozit trên cơ sở polyme.
Ion ankyl amoni được sử dụng rộng rãi nhất là các ion tạo bởi các ankyl bậc một trong môi trường axit. Công thức hoá học chung của chúng là: 
CH3 – (CH2)n – NH3+, trong đó n = 1 ÷ 18.
Độ dài của ion amoni tạo ra tính chất bền va đập cao của vật liệu nanocompozit. Các nghiên cứu gần đây cho thấy, khi biến tính nanoclay vơi hợp chất ankyl amoni có số nguyên tử C lớn hơn 8 thì tạo nên cấu trúc nanocompozit tách lớp. Trong khi đó, nếu biến tính nanoclay với hợp chất ankyl amino có độ dài mạch ngắn hơn lại tạo nên cấu trúc nanocompozit xen lớp. Các ion ankyl amoni từ amin bậc 2 cũng đã được sử dụng thành công trong việc biến tính nanoclay. Hình 4 sau đây mô tả quá trình trao đổi cation của ankyl amino mạch thẳng:
Phụ thuộc vào mật độ điện tích của các lớp clay mà ankyl amino tạo ra các cấu trúc khác nhau giữa các lớp sét: một lớp, hai lớp, giả ba lớp và cấu trúc paraffin. Trên hình trên, ankyl amino tạo ra cấu trúc paraffin (clay có mật độ điện tích cao) và khoảng cách giữa các lớp sét tăng lên khoảng 10Å. Ankyl amino cho phép tạo ra năng lượng bề mặt của sét thấp hơn. Do đó các phân tử hữu cơ với độ phân cực khác nhau có thể xen vào giữa các lớp các sét. [4]

### Một số phương pháp biến tính khác
Ngoài phương pháp trao đổi ion, người ta còn có thể dùng một số chất hoạt động bề mặt để biến tính sét mà tiêu biểu trong số đó là hợp chất silan.
- Silan

Silan thường được sử dụng trong chế tạo vật liệu nanocompozit trên cơ sở polyeste không no và nanoclay. Silan là các monome silicon hữu cơ được đặc trưng bởi công thức hoá học R–SiX3. Trong đó, R là nhóm chức hữu cơ được gắn vào Si, X là nhóm có thể bị thủy phân để tạo thành nhóm silanol. Silan có thể phản ứng với bề mặt của các chất vô cơ tạo nên các liên kết oxan hoặc hydro. Các bề mặt này có đặc trưng là chứa các nhóm OH gắn vào nguyên tử Si hoặc Al. Trong nanoclay, các nhóm OH xuất hiện trên bề mặt các lớp clay. Silan trước tiên được chuyển thành các hợp chất silanol bằng phản ứng thủy phân. Sau đó silanol phản ứng với các nhóm OH trên bề mặt clay tạo thành các liên kết oxan và liên kết hydro. [4]
- Các chất khác

Một số chất biến tính sét khác có thể được sử dụng trực tiếp trong lúc chế tạo vật liệu polyme-nanocompozit vì các chất này có thể hoặc tham gia trực tiếp vào phản ứng trùng hợp hoặc xúc tác phản ứng trùng hợp. Ví dụ khi chế tạo vật liệu polyme-nanocompozit trên cơ sở polystyren và nanoclay, người ta có thể sử dụng amino metyl styren hoặc LFRP (chất khơi mào phản ứng trùng hợp gốc tự do sống) làm chất biến tính cho sét. [4]
Dưới đây là một số loại nanoclay thương mại hiện có bán trên thị trường (Bảng 3).
Bảng 3. Một số loại nanoclay thương mại [13, 14, 21, 22]
Tên	Nhà sản xuất	Chất biến tính	Hàm ẩm	Tỷ trọng (g/cm3)
Nanomer®I.30E	Nanocor, Inc. (Mỹ)	-	-	-
Nanomer®I.28E		Trimetyl stearyl amoni		1,7
Cloisite®Na+	Southern Clay Products, Inc. (Mỹ)	Chưa biến tính	<2%	2,86
Cloisite®30B		Metyl tallow bis-2-hydroxyetyl amoni	<2%	1,98
Cloisite®20A		Dimetyl dihydrogenat tallow amoni	<2%	1,77
Tixogel®MP250	Süd-Chemie (Đức)	Muối amin bậc 4	<3%	1,66
Tixogel®MP100 			<2,5%	1,43